# Dave Freeman Open 2011
Die Dave Freeman Open 2011 fanden 25. bis zum 27. Februar 2011 in San Diego statt. Es war die 54. Austragung dieser internationalen Meisterschaften im Badminton.

## Sieger und Platzierte
| Disziplin    | Gold                              | Silber                               | Bronze                                     |
| ------------ | --------------------------------- | ------------------------------------ | ------------------------------------------ |
| Herreneinzel | Sattawat Pongnairat               | Hock Lai Lee                         | Ilian Perez                                |
| Herreneinzel | Sattawat Pongnairat               | Hock Lai Lee                         | Sandro Rossi                               |
| Dameneinzel  | Cee Nantana Ketpura               | Bo Rong                              | Charmaine Reid                             |
| Dameneinzel  | Cee Nantana Ketpura               | Bo Rong                              | Nicole Grether                             |
| Herrendoppel | Kyle Emerick Sarun Vivatpatanakul | Agusriadi Wijaya Amphie Chandra Kowi | Dalery Riwu David Riwu                     |
| Herrendoppel | Kyle Emerick Sarun Vivatpatanakul | Agusriadi Wijaya Amphie Chandra Kowi | Jack Dinh Dung Quoc Truong                 |
| Damendoppel  | Yeetheng Lim Bo Rong              | Eva Lee Grace Peng Yun               | Panita Phongasavithas Vimla Phongasavithas |
| Damendoppel  | Yeetheng Lim Bo Rong              | Eva Lee Grace Peng Yun               | Nicole Grether Charmaine Reid              |
| Mixed        | Nguyễn Quang Minh Grace Peng Yun  | Hock Lai Lee Priscilla Lun           | Chandra Kowi Yeetheng Lim                  |
| Mixed        | Nguyễn Quang Minh Grace Peng Yun  | Hock Lai Lee Priscilla Lun           | Agusriadi Wijaya Amphie Eva Lee            |